# Sommer-Paralympics 2012/Teilnehmer (El Salvador)
| stlisierte Goldmedaille | stlisierte Silbermedaille | stlisierte Bronzemedaille |
| ----------------------- | ------------------------- | ------------------------- |
| —                       | —                         | —                         |

El Salvador entsandte zu den Paralympischen Sommerspielen 2012 in London einen männlichen Sportler.

## Teilnehmer nach Sportart

### Leichtathletik
| Athleten                   | Wettbewerb  | Vorlauf / Vorkampf | Vorlauf / Vorkampf | Halbfinale   | Halbfinale | Finale       | Finale | Rang |
| Athleten                   | Wettbewerb  | Zeit / Weite       | Rang               | Zeit / Weite | Rang       | Zeit / Weite | Rang   | Rang |
| -------------------------- | ----------- | ------------------ | ------------------ | ------------ | ---------- | ------------ | ------ | ---- |
| Männer                     |             |                    |                    |              |            |              |        |      |
| Luis Hector Morales Garcia | 100 m - T54 | 17,62 s            | 7                  | –            | –          |              |        |      |